# Tipula (Acutipula) ruwenzori
Tipula (Acutipula) ruwenzori is een tweevleugelige uit de familie langpootmuggen (Tipulidae). De soort komt voor in het Afrotropisch gebied.